# Aeroportul Internațional Bujumbura
Aeroportul Internațional Bujumbura (IATA: BJM, ICAO: HBBA) este un aeroport din Provincia Bujumbura Mairie, Burundi ce deservește zona Bujumbura. Aeroportul a fost tranzitat în 2019 de 257.806 pasageri. A fost deschis în decembrie 1952 și numit după zona deservită.
Situat la o altitudine de 787 m, aeroportul dispune de 1 pistă.

## Infrastructură

### Piste
Aeroportul dispune de o singură pistă. Pista 17/35 are suprafața de asfalt și dimensiunile 3.600 m × 45 m. 